# Бабрунгас (Плунге)
Футбольний клуб «Бабрунгас» Плунге (лит. Futbolo klubas Plungės Babrungas) — литовський футбольний клуб з Плунге, заснований у 1935 році. 
Виступає в І лізі (Перша ліга 2021). Домашні матчі приймає на Міському стадіоні, місткістю 500 глядачів.

## Сезони
1956—1961, найкращий клубний рік
| Сезон     | Рівень | Ліга   | Місце | Примітки |
| --------- | ------ | ------ | ----- | -------- |
| 1956      | 1.     | Клас А | 1.    | [ 1 ]    |
| 1957      | 1.     | Клас А | 3.    |          |
| 1958      | 1.     | Клас А | 7.    |          |
| 1958–1959 | 1.     | Клас А | 4.    |          |
| 1959–1960 | 1.     | Клас А | 3.    |          |
| 1960–1961 | 1.     | Клас А | 5.    |          |

2016—
| Сезон | Рівень | Ліга               | Місце | Примітки |
| ----- | ------ | ------------------ | ----- | -------- |
| 2016  | 3.     | Друга ліга (Захід) | 4.    | [ 2 ]    |
| 2017  | 3.     | Друга ліга (Захід) | 9.    | [ 3 ]    |
| 2018  | 3.     | Друга ліга (Захід) | 2.    | [ 4 ]    |
| 2019  | 3.     | Друга ліга (Захід) | 5.    | [ 5 ]    |
| 2020  | 3.     | Друга ліга (Захід) | 6.    | [ 6 ]    |
| 2021  | 2.     | Перша ліга         | 7.    | [ 7 ]    |
| 2022  | 2.     | Перша ліга         | 6.    |          |
| 2023  | 2.     | Перша ліга         | 5.    |          |
| 2024  | 2.     | Перша ліга         | 3.    |          |

## Досягнення
- А-ліга/Чемпіонат Литовської РСР
  - Чемпіон (1): 1956
  - Бронзовий призер (2): 1957, 1960
- Кубок Литви
  - Фіналіст (2): 1955, 1978.

## Кольори форми
Рідкісні варіанти форми
| 1956 | 2010 | 2016 | воротар |

### Кольори форми
- ???? – 2015

| Бабрунгас | Бабрунгас |

- 2016 –

| Бабрунгас | Бабрунгас |